# Ishar: Legend of the Fortress
Ishar: Legend of the Fortress je RPG videohra typu dungeon z roku 1992 vytvořená a distribuovaná francouzskou společností Silmarils pro platformy MS-DOS, Amiga a Atari ST. Jedná se de facto o pokračování hry Crystals of Arborea z roku 1990 a také o první díl trilogie Ishar. V roce 2009 se objevila v kompilaci Ishar Compilation pro Microsoft Windows. Původně se hra měla jmenovat Crystals of Arborea 2.
Ishar: Legend of the Fortress má také nádech adventury. Český herní časopis Excalibur ji zařadil mezi role-playing-adventury.
Hra je odlišná od většiny dungeonů z tehdejší éry, odehrává se převážně na otevřeném prostranství, podzemních prostor obsahuje méně a má nelineární děj. Zaznamenala nemalý komerční úspěch mj. i díky své originální grafické a zvukové stránce, které vytvářely jedinečnou atmosféru.
Na obal hry byla použita malba autora Marka Harrisona The Call of the Sword původně vytvořená k ilustraci stejnojmenného fantasy románu z roku 1988 ze série The Chronicles of Hawklan britského spisovatele Rogera Taylora. Stejnou malbu použila pro své druhé studiové album Minas Morgul z roku 1995 i rakouská blackmetalová kapela Summoning.

## Hratelnost
Videohra Ishar: Legend of the Fortress patří mezi tzv. „krokovací dungeony“. Hráč ovládá družinu max. pěti postav, z nichž hlavním hrdinou je válečník Aramir, vnuk Jarela. Jeho čtyři společníci mohou mít různá povolání:
- barbar, úkladný vrah, žoldnéř, zloděj, kněz, princezna, čarodějnice, kouzelník, lučištník, hraničář, hypnotizér, paladin, špeh, klerik, okultní mnich, temný rytíř, válečník;

a rasy: 
- člověk, elf, ork, trpaslík, ještěrák.

Postavy se zlepšují bojem a magií, získávají zkušenostní body (experience). Pokud jich shromáždí dostatek, postava postoupí na další úroveň (level). Maximálně lze získat 31 000 zkušenostních bodů a postoupit nejvýše na 10 úroveň. Mezi základní parametry každé postavy dále patří:
- zdraví (vitality) – určuje mj., kolik postava snese zásahů než zemře.
- výdrž (physical) – de facto stamina, podepisuje se na ní únava. Čím méně jí je, tím hůře bojující postava zasahuje nepřátele. Jakmile klesne na nulu, začne ubývat zdraví.
- mana (mental) – množství magické energie potřebné ke kouzlení. Čím méně jí je, tím je vyšší pravděpodobnost, že kouzlo selže.

Postavy disponují celkem pěti vlastnostmi (attributes), které potom lze zvyšovat tréninkem u učitelů až do maximální hodnoty 20. Pouze na konstituci není trénink.
- síla (strength) – důležitá vlastnost pro bojovníky, určuje sílu úderů zbraněmi na blízko.
- konstituce (constitution) – odolnost, kondice, schopnost absorbovat zásahy nepřátel.
- hbitost (agility) – ovlivňuje útoky zbraněmi na dálku (luky, kuše, vrhací dýky).
- inteligence (intelligence) – důležitá magická vlastnost pro kouzelníky, kněze a mnichy
- moudrost (wisdom) – důležitá magická vlastnost pro kleriky, paladiny a hraničáře

A dále potom celkem osmi dovednostmi (skills):
- páčení zámků (lockpicking)
- orientace (orientation) – podle této hodnoty postava poskytne více či méně kompletní přehled sousedících zemí (na severu, východě, ...)
- první pomoc (first aid) – schopnost poskytnout jiné postavě léčení
- jednoruční zbraně (1 hand weapons) – schopnost ovládat jednoruční zbraně (dýky, meče, lehké sekery, řemdihy)
- obouruční zbraně (2 hands weapons) – schopnost bojovat obouručními zbraněmi (těžké sekery, kopí, palcáty)
- házení (throwing) – schopnost používat vrhací zbraně (nože)
- střelba (shooting) – schopnost ovládat luky a kuše
- jazyky (language) – schopnost např. přečíst zprávu zapsanou v jiném jazyce

Konání postav v družině ovlivňují vzájemné vztahy, což je prvek, který nebyl tehdy v dungeonech typický. Kupříkladu spolu příliš nevycházely rasy, které se nemají v lásce (např. trpaslíci a elfové, jeden druhému odmítl třeba poskytnout první pomoc, nebo dokonce odmítl bojovat proti nepříteli stejné rasy), roli hrály i city mezi pohlavími (láska, nenávist). V praxi se pak stává, že hráč nemůže naverbovat některou postavu do družiny, protože o jejím přijetí se hlasuje; naopak při hlasování o propuštění některého oblíbeného člena se většina spolubojovníků vyjádří proti atp. V některých extrémních případech nezbyde než postavu zabít, což může vyvolat řetězovou reakci a v důsledku vraždění zůstane z party třeba jen jeden člen. I proto bylo lepší nechtěnou postavu dát do první linie a "obětovat" v boji s nepřítelem nebo jí dát vypít otrávený lektvar. Jedinou možností ve hře, jak zjistit vztahy členů v družině, byla návštěva psychoanalytika, který za poplatek provedl určitý rozbor. Z toho všeho vyplývá, že hráč si nemohl slibovat stabilní pevnou sestavu ve své družině, docházelo k fluktuacím i proti jeho vůli.
Boj s nepřáteli probíhá v reálném čase (tzv. real-time), pouze je předtím vhodné rozmístnit družinu na ikonce mřížky pod kompasem (nejsilnější bojovníci dopředu, kouzlící postavy plus třeba lučištníci dozadu, aby vzhledem k nižšímu zdraví neschytávaly údery).
Magickou energii je možné doplnit lektvary nebo spánkem, výdrž (staminu) navíc i jídlem. K míchání lektvarů je nutno nalézt magickou lahvičku, která je ve hře pouze jedna a vložit do ní potřebné ingredience v jakémkoliv pořadí:
- salamander oil
- dried mistletoe
- gargoyle claws
- trapdoor spider's web
- rat brain
- toad eye
- turtle slobber
- powdered dragon bones

Účinných lektvarů je ve hře pouze několik: Worgaz, Krakos, Drouli, Zarklug, Clopatos, Schloumz, Arbool a Ghoslam. Recepty na ně lze získat z herního manuálu. Při vypití jiného lektvaru následuje otrava postavy. 
Zdraví je možné doplnit i patřičnými kouzly. Kouzla se dají koupit ve specializovaných obchodech. Jsou rozdělena do dvou tříd, pro čaroděje (wizard) a pro kleriky (cleric), přičemž některá čarodějnická kouzla mohou zvládnout i mniši a knězi a klerická pak hraničáři a paladini. Určitá kouzla mají různé stupně účinnosti. Mimo to má jeden charakter ve hře (čarodějnice Morgula) specifické kouzlo Anti-Krogh.
Ve hře neprobíhá střídání dne a noci, Legend of the Fortress je tak jedinou hrou ze série Ishar, kde se to neděje. Zajímavostí je, že za ukládání pozice (save) se zde platí poplatek 1 000 zlatých (v dalších dílech série už platba za save obsažena není). Doplnit síly odpočinkem (spánkem) je možné za peníze v hospodách, ve volné přírodě či podzemních lokacích to nelze.

## Příběh
Azalhgormův příběh
Země Kendoria, kde se příběh odehrává, se kdysi jmenovala Arborea. Uchvátit se ji pokusil temný bůh Morgoth, jehož porazil ve velké bitvě princ elfů Jarel se svými šesti společníky (Akeer, Olbar, Zach, Irvan, Thorm a Jon zvaný Alchymista). Jarel se stal panovníkem, zemi přejmenoval a zavedl spravedlivou a moudrou elfí vládu. Kendoria vzkvétala.
Jednoho dne ale Jarel zahynul při lovu a jeho následníci začali mezi sebou soupeřit o moc. Do Kendorie se začali stěhovat lidé a jiné rasy z okolních chudších zemí, z nichž mnozí byli obchodníci či farmáři, nechyběli ovšem ani různí dobrodruzi a individua s nepříliš dobrými úmysly. Mezi nimi i Krogh. Poté, co zbohatl a získal moc, vybudoval na hranicích hrad Ishar, což v jazyce elfů znamená "tajemný". Krogh, syn čarodějnice Morguly je stejně jako v minulosti jeho otec Morgoth hrozbou pro Kendorii. Snaží se o návrat temných sil.
Je třeba vydat se do Isharu...

## Seznam herních lokací
Svět Kendorie je rozdělen celkem do 19 zemí (plus hrad Ishar). Nacházejí se tady vesnice, osady, opevněná města, louky, husté lesy, jezera atd. Hranice mezi zeměmi tvoří nezřídka řeky. Narazit zde lze i na různé postavy, které je možné přibrat do družiny. Vyskytují se zde i zestárlí společníci prince Jarela z předchozího dobrodružství Crystals of Arborea (Akeer, Olbar, Zach, Irvan, Thorm a Jon), avšak pouze jako NPC postavy. Prostranstvím se často potulují skupinky nepřátel (orků, banditů, vlkodlaků apod.)
- Fragonir – země s osadou na kůlech na mořském pobřeží, začátek putování
- Angarahn – země na západním pobřeží Kendorie s jednou vesnicí
- Osghirod – zde se nalézá mj. malý křovinatý labyrint
- Lotharia – region s vesnicí
- Rhudgast – hustý les s podzemními katakombami
- Fimnuirh – prales obývaný ještěrákem Brazlem
- Aragarth – země s důležitým mostem sloužícím jako jediná křižovatka mezi východní a západní částí Kendorie
- Silmatil – oblast sužovaná hordami nájezdných banditů
- Kandomir – menší země
- Urshurak – dominantou této země je velké opevněné město
- Vargaeon – menší oblast východně od Urshuraku
- Baldaron – země na severním pobřeží
- Zendoria – menší rovinatý region
- Uldonyar – území na západ od Elwingilu
- Gil-Aras – jedna z nejmenších oblastí, panuje zde věčná tma
- Halindor – rovinaté prostředí s vesnicí a teleportem
- Elwingil – země s menším městem
- Valathar – zalesněná oblast s vchodem do podzemí
- Fhulgrod – menší lesní bludiště na jihovýchodě Kendorie
- Ishar – hrad, sídlo Krogha